# Свенссон, Эсбьёрн
Эсбьёрн Свенссон (швед. Bror Fredrik "Esbjörn" Svensson, 16 апреля, 1964 — 14 июня, 2008) — джазовый пианист и основатель джазовой группы Эсбьёрн Свенссон Трио (E.S.T.) Один из самых успешных европейских джазовых музыкантов начала XXI века.

## Биография
Благодаря своим родителям — отцу, любителю джаза, и матери, классической пианистке, Эсбьёрн Свенссон уже в ранние годы познакомился с джазовой и классической музыкой. Первоначально Свенссон проявлял интерес к классической музыке. В подростковом возрасте он увлекался роком и даже  организовал со своими одноклассниками несколько «гаражных» групп. После этого Свенссон вернулся к классической музыке. Творческий поиск, однако, привёл его к джазу.
В возрасте 16 лет Эсбьёрн Свенссон начал учиться в музыкальном колледже по специальности фортепиано. Позже он поступил в Стокгольмский королевский колледж музыки и проучился там четыре года. В 1990 году Свенссон создал свой собственный джазовый коллектив с другом детства, барабанщиком Магнусом Эстремом (Magnus Öström). Оба сделали свои первые шаги на шведской и датской джазовых сценах в 1980-е годы в качестве музыкантов-аккомпаниаторов. В 1993 году к ним присоединился контрабасист Дан Берглунд (Dan Berglund). Так родилось Эсбьёрн Свенссон Трио (E.S.T.)
В 1993 Трио выпускает дебютный альбом When Everyone Has Gone, после чего E.S.T. постепенно укрепляет свои позиции на скандинавской сцене. в 1995 и в 1996 годах Эсбьёрн Свенссон признавался джазовым музыкантом года в Швеции.

## Взлёт, признание и смерть
Международная известность трио пришла с альбомом From Gagarin’s Point Of View (1999), который стал их первым альбомом, выпущенным за пределами Скандинавии. С выпуском альбомов Good Morning Susie Soho (2000) и Strange Place For Snow (2002) трио обратило на себя внимание джазовой аудитории США. А композиции из альбома Strange Place For Snow (2002) даже были использованы режиссёром Мариной де Ван в её фильме «В моей коже». В 2002 году трио отправилось в 9-месячный тур по Европе, США и Японии. Их последующие альбомы — Seven Days Of Falling (2003), Viaticum (2005) и Tuesday Wonderland (2006) — были одинаково хорошо восприняты критиками и поклонниками.
В 2005 г. E.S.T. стало первым европейским джазовым трио, попавшим на обложку американского журнала Down Beat. Их последний альбом, E.S.T. Live in Hamburg (2007), запись концерта 2006 года в Гамбурге в рамках тура в поддержку альбома Tuesday Wonderland. Перед смертью Свенссона трио работает над концепцией интеграции электронных и механических звуковых решений в контекст джазового трио. Последнее выступление E.S.T. состоялось в Москве в Зале имени П. И. Чайковского 30 мая 2008 года. Кроме E.S.T. Свенссон записал альбомы с Нильсом Ландгреном и Викторией Толстой.
14 июня 2008 Свенссон пропал без вести во время погружения с аквалангом в пригороде Стокгольма. Его товарищи нашли его лежащим без сознания на дне моря. С серьёзными травмами он был доставлен в Каролинскую университетскую больницу на вертолёте, но его жизнь не удалось спасти. Ему было 44 года. У него осталась жена и двое сыновей.

## Дискография
- 1993 — When Everyone Has Gone / Dragon
- 1995 — E.S.T. Live '95 (released in Sweden as Mr. & Mrs. Handkerchief) / ACT Music + Vision
- 1997 — Winter in Venice / Superstudio GUL
- 1998 — Esbjörn Svensson Trio Plays Monk / Superstudio GUL
- 1999 — From Gagarin’s Point of View / Superstudio GUL
- 2000 — Good Morning Susie Soho / Superstudio GUL
- 2001 — Somewhere Else Before (U.S. compilation from From Gagarin’s Point of View and Good Morning Susie Soho)
- 2002 — Strange Place for Snow / Superstudio GUL
- 2003 — Seven Days of Falling / Superstudio GUL
- 2005 — Viaticum / Spamboolimbo Productions AB
- 2006 — Tuesday Wonderland / Spamboolimbo Productions AB
- 2007 — Live in Hamburg / Spamboolimbo Productions AB
- 2008 — Leucocyte / Spamboolimbo Productions AB
- 2012 — 301 / Spamboolimbo Productions AB